# 킹덤2: 아득한 대지로
킹덤2: 아득한 대지로(일본어: キングダム2 遥かなる大地へ, KINGDOM 2: Far And Away)는 2022년 7월 15일에 개봉된 일본 영화이다. 하라 야스히사의 만화 킹덤을 원작으로 한다. 사토 신스케가 감독하고 야마자키 켄토가 주연을 맡은 이 작품은 2019년 공개된 영화 『킹덤』 시리즈의 속편 중 두 번째 영화이다. 원작 5권부터 7권까지를 실사화하고 있다.

## 개요
본작의 제작 발표는 2020년 5월 29일 NTV 「ZIP!」과 「프라이데이 로드쇼!」에서 방송되었다. 『킹덤』은 야마자키 켄토와 요시자와 료에 의해 발표되었고, 원작자인 하라 야스히사의 「다음은 전장에서 만나요」라는 코멘트와 함께 제1작에 등장하지 않았던 강외가 그려진 일러스트가 소개되었다.
제작 발표 당시 대본은 완성되었지만, 신형 코로나 바이러스 감염증의 영향으로 초기 제작 구조에서 큰 변경을 어쩔 수 없이 하게 되었고, 2020년 6월부터 엄격한 경계 속에서 일본과 중국 각지에서 단계적으로 진행, 2021년 10월에 가동을 거듭했다.
공식 명칭은 2022년 1월 1일에 발표되었다. 2022년 3월 14일, 주제가를 Mr.Children의 「生きろ」로 결정해, 발매일도 발표되었다.
2022년에 개봉한 일본 영화 중 박스오피스 5위, 일본 실사 작품 중 박스오피스 1위를 기록했다.

## 출연
- 야마자키 켄토 - 신 역
- 요시자와 료 - 영정 / 표 역
- 하시모토 칸나 - 하료초 역
- 세이노 나나 - 강외 역
- 미츠시마 신노스케 - 벽 역
- 오카야마 아마네 - 미평 역
- 미우라 타카히로 - 미도 역
- 하마츠 타카유키 - 택규 역
- 마카베 토우기 - 패랑 역
- 다나카 미오 - 후치 역
- 야마모토 치히로 - 강상 역
- 아오키 켄 - 소에츠 역
- 히데노부 - 테르하스 역
- 쿠보 카츠시 - 후미 역
- 와타나베 쿠니토 - 쇼카 역
- 다구치 류스케 - 고우리겐 역
- 토요카와 에츠시 - 표공 역
- 타카시마 마사히로 - 창웬쿤 역
- 카나메 준 - 등 역
- 가토 마사야 - 사씨 역
- 시다 마사유키 - 중신 역
- 오사코 잇페이 - 창웬쥔병 역
- 스즈키 신지 - 왕궁 전령 역
- 구라하라 켄 - 표공 부관 역
- 키시 유우지 - 공펑 장군 역
- 기타시로 타카시 - 바쿠코신 부관 역
- 스가마 사미 - 바쿠코신 신부하 역
- 미야케 카츠유키 - 백장군 역
- 마사키 켄지, 다니구치 쇼타, 카지모토 다이키, 쿠리하라 타쿠야 - 황공 장군 역
- 사토 고로, 아베 야스지로 - 오장 역
- 사쿠마 이치로, 사카이 라헤이 - 주옌 역
- 이시다 카오 - 우칭 부관 역
- 코쿠보 토시히코 - 미야모토 부관 역
- 시마즈 켄타로 - 센닌 장군 역
- 하시모토 요시유키 - 웨이 장군 역
- 칸바라 테츠, 마츠모토 타키, 나카가와 아키라, 야마모리 다이스케, 사토 마코토, 와다 료타 - 위병 역
- 에자야 신노 - 우경군 전령 / 미요쿠리 역
- 가나야마 다이키 - 미야모토군 전령 역
- 오니시 리버 - 신 (어린 시절)
- 요시나가 고이치 - 내레이션
- 타카하시 츠토무 - 궁원 역
- 시부카와 키요히코 - 박호신 역
- 히라야마 유스케 - 몽무 역
- 오자와 유키요시 - 오경 역
- 타마키 히로시 - 창평군 역
- 사토 코이치 - 여불위 역
- 오오사와 타카오 - 왕기 역

## 스태프
- 원작 - 하라 야스히사 「킹덤」 (슈에이샤의 「주간 영 점프」에 연재)
- 감독 - 사토 신스케
- 각본 - 쿠로이와 츠토무, 하라 야스히사
- 음악 - 야마타 유타카
- 제작 : 이바라키 마사히코, 사와 케이이치, 마츠오카 히로야스, 다카쓰 히데야스, 다나카 유스케, 마츠바시 마조, 유미야 마사노리, 하야시 마코토, 나구라 켄지, 혼마 도유키
- 이그제큐티브 프로듀서 : 헤이시 요시히사, 이토 히비키
- 프로듀서 : 마츠바시 마조, 모리 료스케, 기타지마 나오메이, 타카히데 란, 사토요시 유야
- 라인 프로듀서 : 모리 타츠야, 하마사키 린타로
- 촬영 - 사코 아키라(J.S.C.)
- 미술 - 오자와 히데타카(A.P.D.J.）
- 조명 - 카세 히로유키
- 녹음 - 요코노 하지메
- 액션 감독 - 시모무라 유우지
- 편집 - 이마이 츠요시
- VFX 수퍼바이저 : 코사카 이치순, 가미야 마코토
- 음악 프로듀서 : 치다 코헤이
- 사운드 디자이너 - 마츠이 켄스케
- 스크립터 - 다구치 요시코, 요시노 사키라
- 의상 및 갑옷 디자인 - 미야모토 마사에
- 가발 - 하마나카 히로키치
- 헤어 & 메이크업 - 혼다 마리코
- 특수 메이크업 캐릭터 디자인 / 특수 모델링 디자인 수퍼바이저 - 후지와라 카쿠세이
- 캐스팅 : 오가타 케이코
- 제작 담당 - 사이토 야마토, 나베시마 아키히로, 호리오카 켄타
- 원작 협력 - 슈에이샤 주간 영 점프 편집부 (마스자와 요시카즈, 오사와 타로)
- 음악 감독 - 미야가와 아코
- 음악 프로듀서 - CURRENT, Inc
- 음악 코디네이터 - 히라카와 사토시
- 홍보 프로듀서 - 모리타 미치히로, 오야마다 아키라
- 배급사 - 도호, 소니 픽처스 엔터테인먼트 재팬
- 제작 - CREDEUS
- 제작 간사 : 슈에이샤, 니혼TV 방송망
- 제작 - 「킹덤」 제작위원회(슈에이샤, 니혼 텔레비전 네트워크, 소니 픽처스 엔터테인먼트, 도호, 요미우리 텔레비전 방송, GYAO, 크레데우스, JR 동일본 기획, 도큐 에이전시, 하쿠호도, 피에로, 삿포로 텔레비전 방송, 미야기 텔레비전 방송, 시즈오카 제일 텔레비전, 주쿄 텔레비전 방송, 히로시마 텔레비전 방송, 후쿠오카 방송)

## 음악

### 주제가
- Mr.Children - 「生きろ」(TOY'S FACTORY)[10]
  - 작사・작곡 - 사쿠라이 카즈토시

## 수상
- 제35회 닛칸스포츠 영화 대상・이시하라 유지로상
  - 이시하라 유지로상 「킹덤2: 아득한 대지로」
  - 조연 여배우상 「세이노 나나」

- 제46회 일본 아카데미상
  - 우수 조연 여배우상 「세이노 나나」
  - 우수 촬영상 「사노 테츠로」
  - 우수 조명상 「카세 히로유키」
  - 우수 미술상 「오자와 히데타카」
  - 우수 녹음상 「요코노 하지메」

- 제65회 블루리본상
  - 조연 여배우상 「세이노 나나」

## 텔레비전 방송
| 회차 | 방송일          | 방송 시간(JST)       | 방송사 | 프로그램명              | 시청률                                           | 비고   |
| ---- | --------------- | -------------------- | ------ | ----------------------- | ------------------------------------------------ | ------ |
| 1    | 2023년 7월 28일 | 금요일 19:56 ~ 22:54 | NTV    | 금요로드SHOW! （제2기） | 지상파 첫 방송 『킹덤3: 운명의 불꽃』 공개 기념  | [ 11 ] |
| 2    | 2024년 7월 5일  | 금요일 21:10 ~ 23:19 | NTV    | 금요로드SHOW! （제2기） | 스페셜 에디션 『킹덤4: 대장군의 귀환』 공개 기념 |        |